# Joaquim Fort i Gibert
Joaquim Fort i Gibert   (Tarragona, 1 d'abril de 1906 - Santiago de Xile, 25 d'abril de 1987) fou un polític tarragoní, alcalde de Tarragona i president de la Diputació de Tarragona durant la guerra civil espanyola.
Treballava com a comptable i era militant d'Esquerra Republicana de Catalunya (ERC). A les eleccions municipals espanyoles de 1931 fou escollit conseller de Tarragona i després tinent d'alcalde. Fou detingut i confinat en un vaixell arran la seva participació en els fets del sis d'octubre de 1934. Alliberat arran la victòria del Front d'Esquerres a les eleccions generals espanyoles de 1936, en maig de 1936 fou nomenat president de la Diputació de Tarragona. Quan esclatà la guerra civil espanyola fou nomenat president de la Comissió Especial de Treball i nomenat alcalde de Tarragona, càrrec que va ocupar fins a gener de 1937. Durant el seu mandat es va aprovar la Carta Econòmica Municipal, que va generar més autonomia pel municipi, va acabar les obres d'urbanització de la plaça de la font, va municipalitzar els serveis públics i va fomentar el "pont de Marsella" per tal d'augmentar els intercanvis comercials amb aquesta ciutat. En gener de 1937 fou nomenat novament Comissari Delegat de la Generalitat a Tarragona (càrrec equivalent al de President de la Diputació), i es va fer càrrec del problema dels refugiats arribats a la província. S'incorporà a l'exèrcit republicà gairebé en finalitzar la guerra. Va ser ferit de gravetat al front d'Agramunt producte de l'esclat d'una granada. El 1939 va marxar a l'exili, primer a França, després a Argentina i al Perú, i finalment a Xile, on es va casar, va formar una familia i va viure fins al dia de la seva mort.